# Louis Douzette

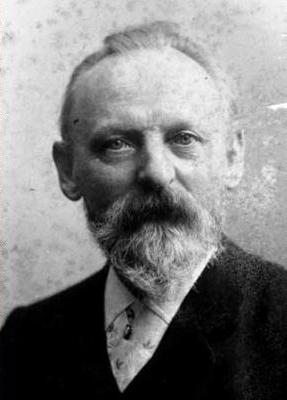
Louis Douzette (1900)

Louis Douzette (* 25. September 1834 in Tribsees als Carl Ludwig Christoph Douzette; † 21. Februar 1924 in Barth) war ein deutscher Maler.

## Leben
Als er sieben Jahre alt war, zog die Familie von Tribsees nach Franzburg. Im Alter von 14 Jahren beendete er die Schule und ging beim Vater in die Stubenmalerlehre. Im Winter gab ihm der Vater, der in seiner Jugend in Berlin die Kunstakademie besucht hatte, den ersten Unterricht im Zeichnen. 1852 zog die Familie nach Barth.
Louis Douzette ging mit 21 Jahren nach Berlin und wurde Schüler des Berliner Malers Hermann Eschke. Seit 1860 hielt er sich regelmäßig an der Ostseeküste, auf Rügen und dem Darß auf. 1863 wurde Douzette Mitglied des Vereins Berliner Künstler. 1878 reiste er nach Paris, wo er die französische Pleinairmalerei der realistischen Schule von Barbizon kennenlernte.
Douzette war der Künstlergruppe in Ahrenshoop verbunden. Ab 1895 wohnte er bis zu seinem Lebensende wieder in Barth. 1896 wurde er Professor der Berliner Akademie der Künste. Seine spätromantisch angehauchten Stimmungsbilder von Nachtlandschaften trugen ihm den Namen „Mondschein-Douzette“ ein. Anlässlich seines 76. Geburtstages verlieh ihm die Stadt Barth am 25. September 1910 das Ehrenbürgerrecht.
Louis Douzette war 25 Jahre verheiratet mit Louise Donner (1839–1890). Die Tochter Dorothea heiratete den Maler Adolf Gustav Döring (1848–1938).

## Werke (Auswahl)
| Bild | Titel                                          | Jahr | Größe / Material             | Ausstellung / Sammlung / Besitzer                 |
| ---- | ---------------------------------------------- | ---- | ---------------------------- | ------------------------------------------------- |
|      | Die Brandung                                   | 1865 |                              | Kiel                                              |
|      | Gelockte Sphinx im Mondschein                  | 1866 | kleinformatig; Öl auf Papier | Privatbesitz                                      |
|      | Winterliche Vollmondlandschaft                 | 1869 |                              | [ 4 ]                                             |
|      | Landscape with Windmill                        |      |                              | Fogg-Museum                                       |
|      | Maneschijn in de winter (Mondschein im Winter) |      |                              | Königliches Museum der Schönen Künste (Antwerpen) |
|      | Winterliche Abendstimmung                      |      |                              | [ 4 ]                                             |
|      | Märkische Winterlandschaft bei Sonnenuntergang | 1874 | Öl, signiert, 66 × 115 cm    |                                                   |
|      | Landschaft mit Sonnenuntergang                 | 1874 |                              | Boston Public Library                             |
|      | Heimkehr im Mondlicht                          | 1878 |                              | [ 4 ]                                             |
|      | Windmühlen im Mondschein                       | 1883 |                              | Barth                                             |
|      | Dorfschmiede im Mondschein                     | 1886 | Öl, signiert, 105 × 85 cm    | Barth                                             |
|      | Küstenlandschaft bei Prerow                    | 1886 |                              | Greifswald                                        |
|      | Vollmond über der Küste                        |      |                              | [ 4 ]                                             |
|      | Waldlandschaft bei Prerow                      |      |                              | Greifswald                                        |
|      | Winterabend auf dem Dorf                       | 1890 | Öl auf Malkarton             |                                                   |
|      | Mondnacht                                      | 1891 |                              | Museum Brandenburg                                |
|      | Kuhherde am Krabbenort Alt-Prerow              |      |                              |                                                   |
|      | Balholm am Essefjord                           | 1896 |                              | [ 4 ]                                             |
|      | Löwenbrücke im Tiergarten                      | 1897 |                              | [ 4 ]                                             |
|      | Barth – Silhouette im Mondschein               |      |                              |                                                   |
|      | Mondschein über Barther Werft                  |      |                              |                                                   |
|      | Am Bodden                                      |      |                              |                                                   |
|      | Sitzender Holzfäller                           |      |                              |                                                   |
|      | Herbstlandschaft mit Schafherde                |      |                              |                                                   |
|      | Wolkenstudie                                   |      |                              | [ 4 ]                                             |
|      | Schäferin am Bodden                            |      | Öl auf Leinwand              | Förderkreis Ahrenshoop e.V.                       |
|      | Angler bei Prerow                              |      | Öl auf Leinwand              | Gemeinde Ahrenshoop                               |
|      | Abenddämmerung am Weiher                       |      |                              | [ 4 ]                                             |
|      | Das Feuer                                      | 1901 |                              | Greifswald                                        |
|      | Landschaft Blick auf Lübeck im Mondschein      |      |                              | [ 4 ]                                             |
|      | Mondschein am Bodden                           |      |                              |                                                   |
|      | Hafen bei Mondschein mit Personenstaffage      | 1915 |                              |                                                   |
|      | Am Meer                                        | 1924 | Öl auf Malkarton; 39 × 54 cm |                                                   |

## Schriften

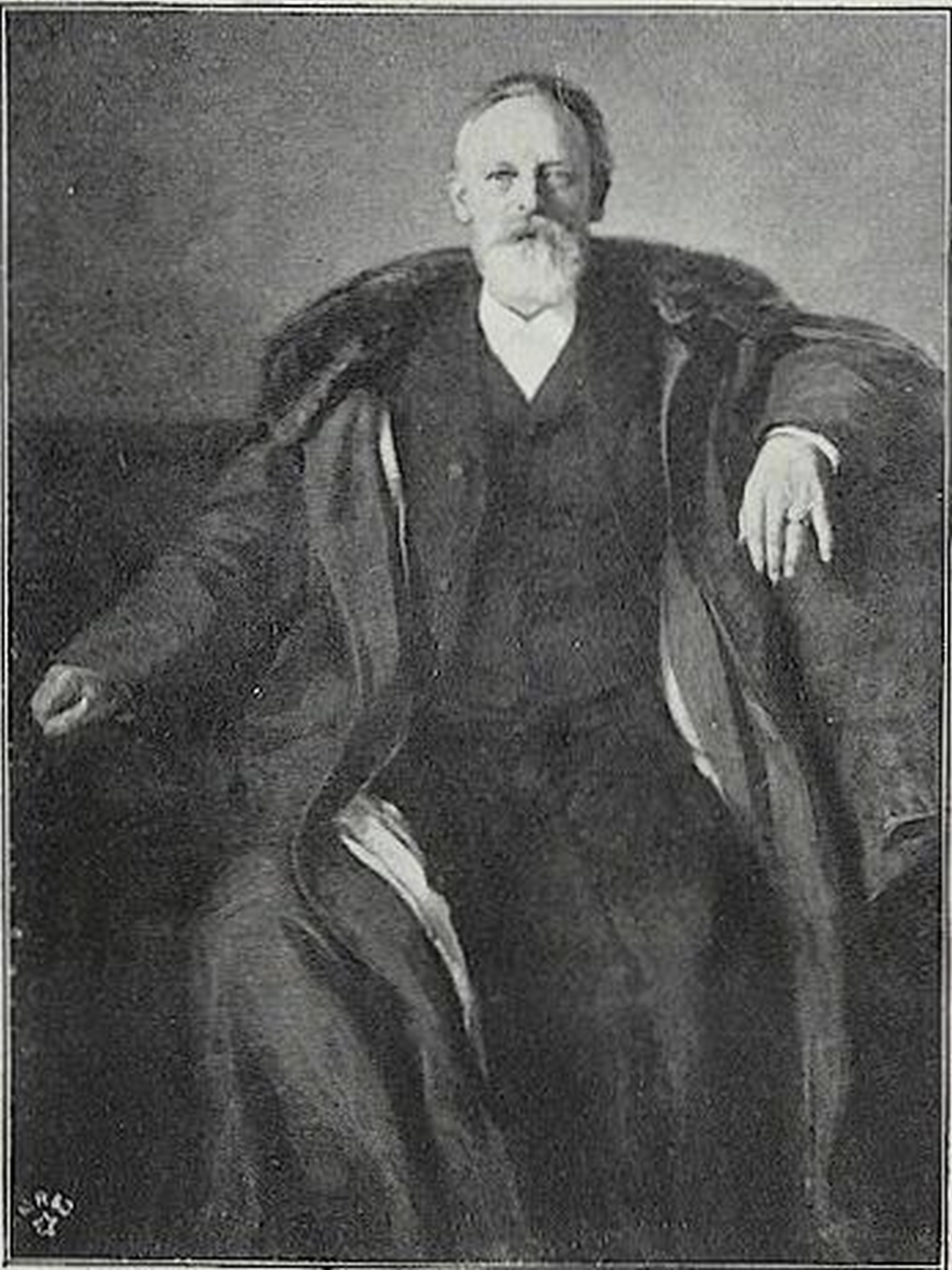
Adolf Gustav Döring: Professor Louis Douzette (1901)

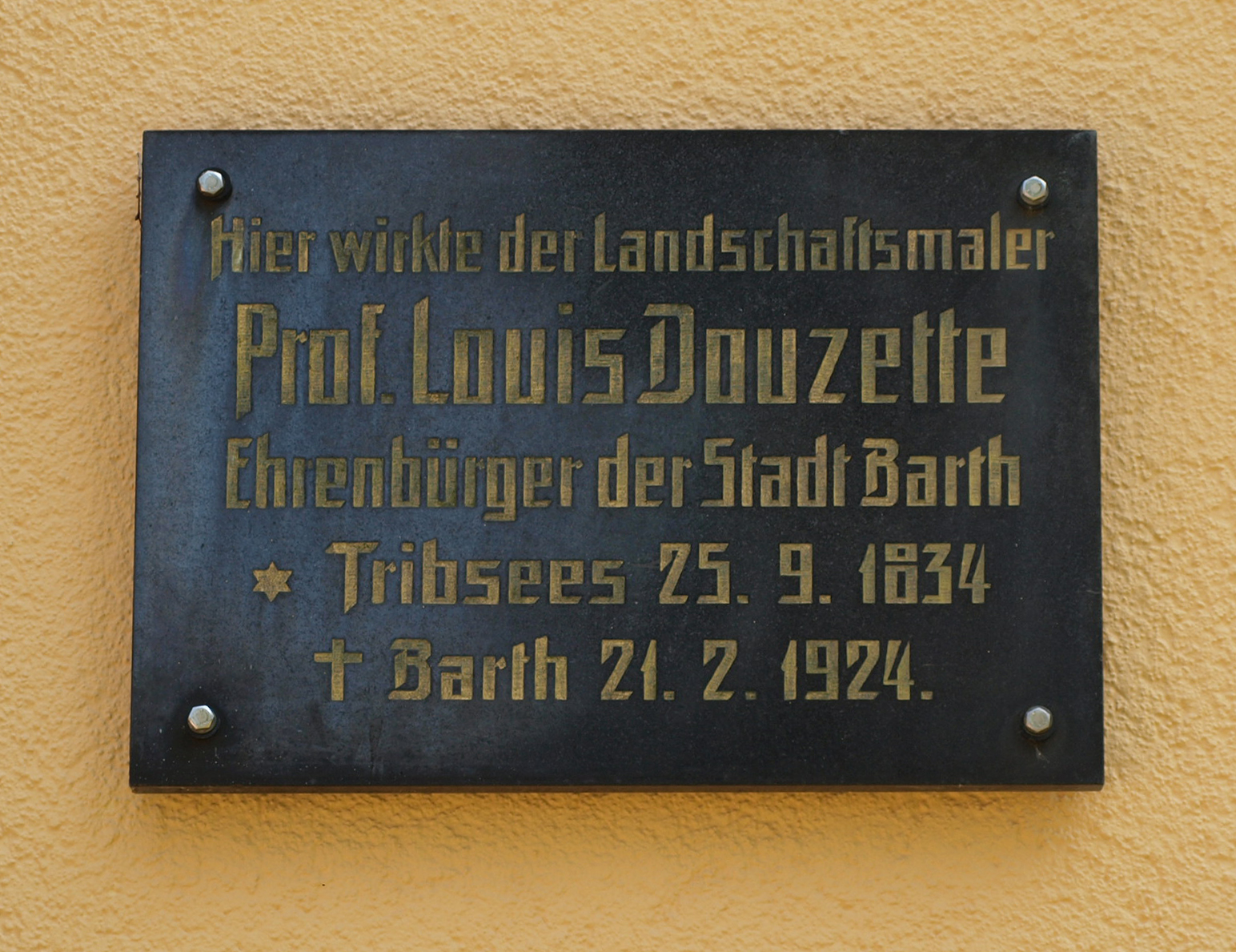
Gedenktafel an seiner Villa Chausseestraße 19 in Barth

- Erinnerungen aus meinem Leben. Unser Pommerland, Heft 10/11 (1922), S. 375 f.